# Rutenos

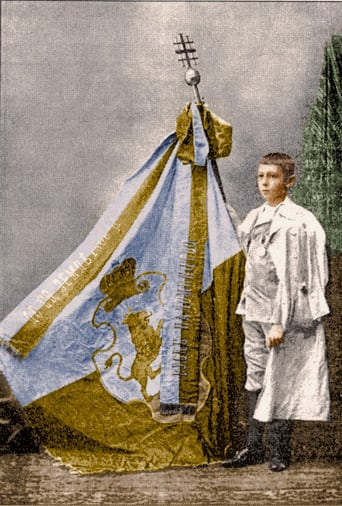
A imagem do viajante Nuzo Dorozhinsky junto com a bandeira de peregrinação durante a peregrinação rutena à Terra Santa

Os termos rutenos e russianos (em ucraniano:  Русини, Руські, "Rus") são carregados de significado cultural, e assume diferentes significados de acordo com o contexto em que são utilizados. Inicialmente era o etnônimo utilizado para se referir aos povos eslavos orientais. Posteriormente, passou a ser utilizado predominantemente para se referir aos ucranianos, porém com o surgimento do nacionalismo ucraniano, em meados do século XIX, o termo deixou de ser utilizado nas regiões centrais e orientais da Ucrânia, continuando até os dias de hoje a ser usado no oeste do país, especialmente na Rutênia Cárpata, e em territórios habitados por ucranianos fora do país (ver russinos).

## Etimologia
Originalmente o termo russiano era um etnônimo usado para designar os grupos falantes de idiomas eslavos orientais que habitavam a região etnocultural conhecida como Rus' (Русь), frequentemente chamada pela sua variante latina, Rutênia (Ruthenia).
À época, os termos "russiano", "ruteno" ou "rutano" eram utilizados no latim para se referir aos eslavos ortodoxos (falantes do ruteno) que viviam no Grão-Ducado da Lituânia. Habitavam a área atualmente ocupada pela Bielorrússia, Ucrânia e Rússia ocidental (em torno de Briansk, Smolensk, Velij e Vyazma). Também era o etnônimo usado pelos cossacos ucranianos para referirem-se a si próprios.
Depois que a região da Rutênia Branca (Bielorrússia) passou a fazer parte do Império Russo, o povo da região passou a ser visto como um subgrupo dos russos, sendo chamados com frequência de "russos brancos", devido à confusão subsequente entre os termos "Rússia" e "Rutênia". A língua bielorrussa falada na área evoluiu a partir da língua rutena.
Posteriormente "russianos" ou "rutenos" passou a ser usado como um termo genérico para os habitantes greco-católicos da Galícia e dos territórios vizinhos, que falavam os dialetos ocidentais da língua ucraniana, e chamavam a si próprios de Русины, Rusyny. A língua que estes "russianos" ou "rutenos" falava era chamada de "língua rutena"; o nome Ukrajins’ka mova ("língua ucraniana") só foi aceito pela maior parte da classe literária ucraniana no início do século XX na Galícia austro-húngara. Com a dissolução da Áustria-Hungria em 1918, o termo "ucraniano" passou a ser utilizado para todos os habitantes da Galícia falantes do ucraniano.